# 保拉 (馬耳他)
保拉，是馬耳他的市镇，位於馬爾他島東南部，距離首都瓦萊塔5公里，始建於1626年。市镇面積为2.5平方公里，2019年人口数量为8,706人。

## 外部連結
- RahalGdid.com （页面存档备份，存于） - A website about the history, feast and landmarks in Paola